# DTM magazine
DTM magazine（ディーティーエムマガジン、DTMマガジン）は、寺島情報企画が編集・発行・出版していた月刊の音楽雑誌。かつての発行元はBNN。発売日は各月の6、7、8日。
誌名通り、デスクトップミュージック（DTM）のソフトウェアや作曲者を専門に取り扱う、数少ない雑誌であった。付録として、フロッピーディスク、CD-ROM、DVDが付属した。なお、寺島情報企画は誌面での特集以外にも、音楽関係のソフトウェアの制作も行っている。
コンピュータ・ミュージック・マガジンに携わっていた寺島明人を中心に、1994年6月に前述の雑誌から独立する形で制作された。1994年6月分は0号とし、翌7月に創刊号が発行。2016年12月号、通巻第273号をもって休刊。YouTubeでのコンテンツ展開は継続される。
2007年11月号では、ブームとなっていた初音ミクの特集とともに体験版を付録DVDとして付属させたことにより、3日間で完売し話題となった。

## 主な連載陣
- 小谷野謙一
- 平沢栄司
- 小川悦司
- 内藤朗
- ビバオール斎藤
- 満田恒春
- 藤巻浩
- 大須賀淳

- 藤本健
- 嶋是一
- 船橋識圭
- BROTHER-NAO（岡田奈生）
- 三上直子